# Flugplatz Kiel-Holtenau

i7
i11
i13

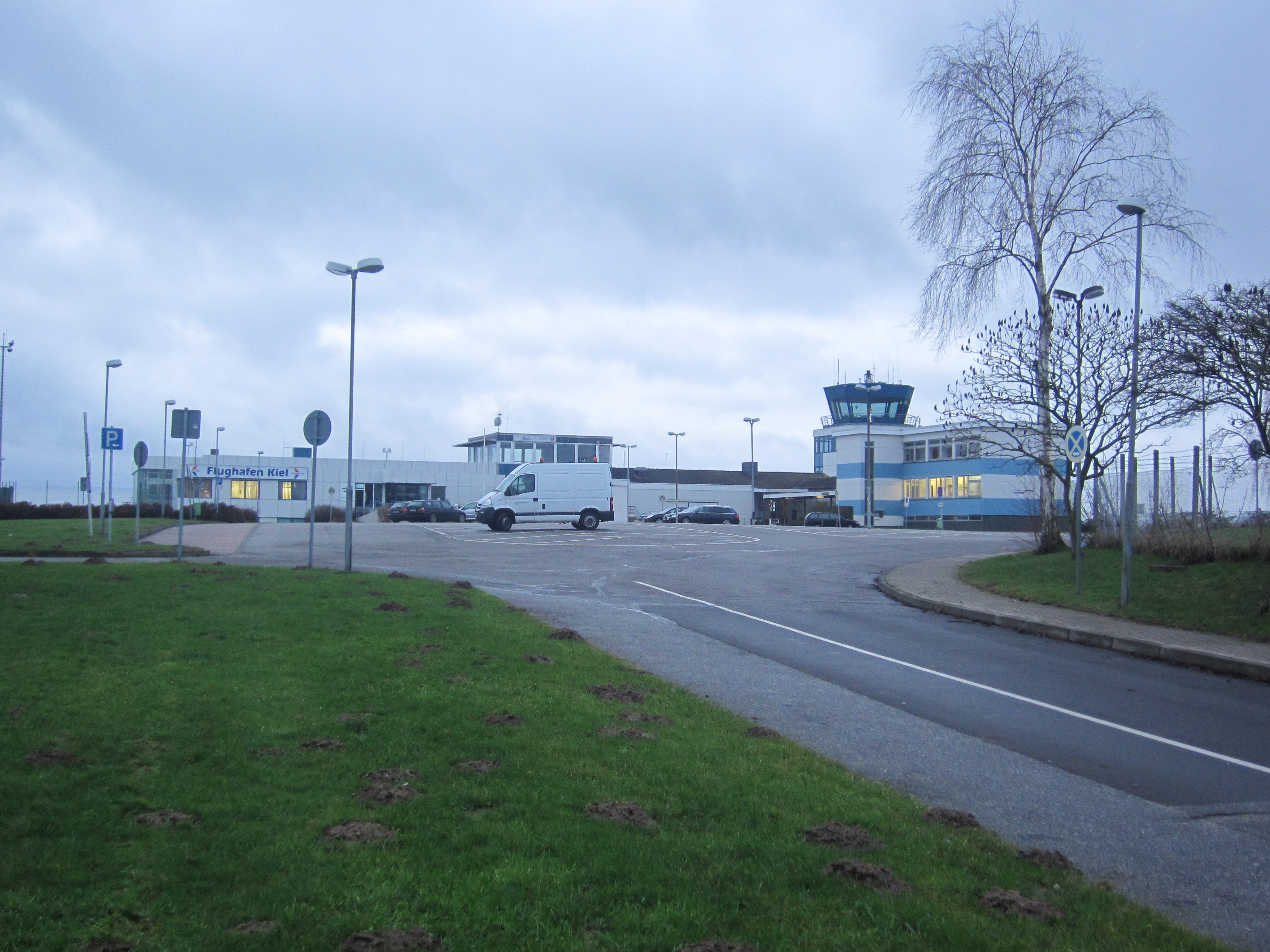
Empfangsgebäude

Der Flugplatz Kiel-Holtenau (IATA-Code: KEL, ICAO-Code: EDHK) ist ein Verkehrslandeplatz sieben Kilometer nördlich von der Kieler Innenstadt im Stadtteil Holtenau.

## Fliegerhorst Kiel-Holtenau
Der Verkehrslandeplatz wurde seit seiner Entstehung militärisch genutzt und war seit 1958 ein Stützpunkt der Marineflieger. Bis Mitte 2012 war hier das Marinefliegergeschwader 5 (MFG 5) stationiert. Bekannt ist es für die Such- und Rettungseinsätze (SAR), die von Holtenau aus mit Sea-King-Hubschraubern durchgeführt wurden. In der zweiten Jahreshälfte 2012 (Juni bis November) fand der Umzug des Geschwaders in den Fliegerhorst Nordholz statt.

## Geschichte

### 1914 bis 1945
Der Flugplatz entstand 1914 auf einer Fläche, die mit dem Erdaushub des Nord-Ostsee-Kanals eingeebnet worden war. Im Jahr 1927 wurde die Kieler Flughafengesellschaft (KFG) gegründet, die in den Folgejahren den Landflughafen Kiel betrieb. Es wurden 27 nationale und internationale Ziele angeflogen. Im Jahre 1937 wurde der Flughafen in einen Militärflugplatz umgewandelt, der auch zivil genutzt wurde, unter anderem durch Linienflugverkehr nach Braunschweig und Berlin-Tempelhof. Die folgende Tabelle zeigt eine Auflistung ausgesuchter fliegender aktiver Einheiten (ohne Schul- und Ergänzungsverbände) der Luftwaffe, die hier zwischen 1935 und 1945 stationiert waren.
| Von            | Bis            | Einheit                                                                   | Ausrüstung                                     |
| -------------- | -------------- | ------------------------------------------------------------------------- | ---------------------------------------------- |
| Oktober 1935   | September 1936 | 1./JG 136 (1. Staffel des Jagdgeschwaders 136)                            | Arado Ar 64, Arado Ar 65, Heinkel He 51        |
| November 1938  | August 1939    | II. (Jagd)/Trägergruppe 186 (für Flugzeugträger Graf Zeppelin vorgesehen) | Messerschmitt Bf 109B, Junkers Ju 87B          |
| September 1939 | November 1939  | I. (Stuka)/Trägergruppe 186 (für Flugzeugträger Graf Zeppelin vorgesehen) | Junkers Ju 87B                                 |
| September 1939 | September 1939 | 10.(See)/LG 2 (10. (See-)Aufklärungs-Staffel des Lehrgeschwaders 2)       | Dornier Do 18                                  |
| März 1940      | April 1940     | Kampfgruppe zur besonderen Verwendung 105 (KGr. z.b.V. 105)               | Focke-Wulf Fw 200, Junkers Ju 90, Junkers G 38 |
| April 1940     | April 1940     | I./StG. 1 (I. Gruppe des Sturzkampfgeschwaders 1)                         | Junkers Ju 87R                                 |

### Nach 1945
Im Jahre 1963 fand ein Ausbau der Rollwege statt, 1965 wurde ein erstes Abfertigungsgebäude gebaut, von dem aus 1970–1973 Passagiere von PanAm nach West-Berlin abgefertigt wurden. Im Jahr 1987 wurde das heute noch benutzte Abfertigungsgebäude gebaut. Damit wurde gleichzeitig von der Lufthansa der Linienverkehr nach Frankfurt aufgenommen, später kamen die Ziele Köln/Bonn, München, Kopenhagen, Kaliningrad und Riga dazu. Im Jahr 1995 wurde aus dem Militärflugplatz wieder ein ziviler, der jedoch weiterhin militärisch mitverwendet wurde. Im Jahr 1997 wurde die Einrichtung des zivilen Flugplatzes durch einen neuen Tower komplettiert, der im Gegensatz zum vorherigen zivil betrieben wurde. Im Jahr 2000 wurde dann eine neue Flugzeughalle gebaut und eine Potenzialanalyse für den Flughafen durchgeführt. Daraufhin begannen im Jahr 2001 die Planungen für den Ausbau des Flughafens und der Verlängerung der Startbahn, die 2006 jedoch wieder eingestellt wurden.

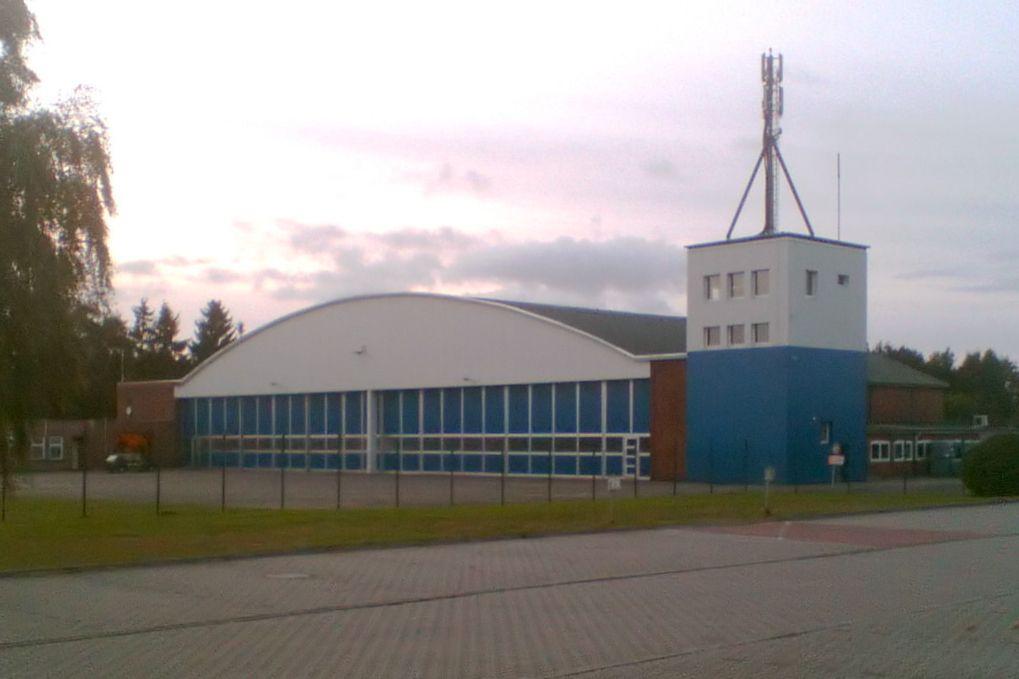
Flugzeughalle des Flughafens Kiel-Holtenau

Im Jahr 2001 gab es, einschließlich der Geschäftsflugzeuge, noch 31.000 Flugbewegungen von und nach Kiel. Danach wurden jedoch die Linienverbindungen nach und nach eingestellt.
Vom 23. Dezember 2005 bis 2. Mai 2006 gab es keine Linienverbindungen von/nach Kiel.
Vom 2. Mai 2006 bis Ende Oktober 2006 flog Cirrus Airlines mit einer De Havilland Canada DHC-8-100 (maximal 39 Passagiere) im Linienflug nach München. Diese Maschine wurde mit Technikern und Besatzung in Kiel stationiert, dadurch sollten nach Angaben der Fluggesellschaft 20 neue Arbeitsplätze entstehen. Die Linie sollte vom Land für drei Jahre subventioniert werden. Aufgrund geringer Fluggastzahlen wurde der Linienbetrieb Ende Oktober 2006 wieder eingestellt.
Seit Ende Oktober 2006 gibt es keine Linienverbindungen von/nach Kiel.

## Zwischenfälle
- Am 25. Mai 1945 verunglückte eine Douglas DC-3/C-47A der britischen Royal Air Force (RAF) (Luftfahrzeugkennzeichen KG500) 6 Kilometer nordwestlich des Flugplatzes Kiel. Nähere Einzelheiten sind derzeit nicht verfügbar. Über Personenschäden ist nichts bekannt. Das Flugzeug wurde irreparabel beschädigt.[2]

- Am 15. Februar 2006 musste ein aus Russland kommendes Privatflugzeug des Typs Dassault Falcon 20 (F-OVJR) auf dem Flugplatz Kiel notlanden.[3] Eine Flugbegleiterin hatte an Bord versehentlich eine Rauchpatrone gezündet, die einen Brand mit starker Rauchentwicklung auslöste. Die Maschine rutschte dabei über das Landebahnende hinaus eine Böschung hinunter und wurde irreparabel beschädigt. Der französische Pilot sagte später aus, er habe die Angabe der Landebahnlänge über Funk falsch verstanden. Drei Passagiere und drei Besatzungsmitglieder wurden verletzt.[4]

## Ausbaupläne

Logo der Bürgervereinigung

Die Ausbaupläne am Anfang dieses Jahrhunderts beinhalteten hauptsächlich die Verlängerung der Start- und Landebahn von 1300 auf 2100 m, um auch Strahlflugzeugen das Landen in Kiel zu ermöglichen. Dabei hätte die B 503 die neue Bahn untertunnelt. Im März 2002 wurde von der Landesregierung Schleswig-Holsteins der Ausbau beschlossen. Die Befürworter des Ausbaus beriefen sich darauf, dass der Flughafen sehr wichtig für die Region sei und dass nur so Regional- und Geschäftsflugverkehr zu sichern sei. Auch wurde behauptet, dass der Ausbau wirtschaftlich wie ökologisch unbedenklich sei.
Die Gegner des Ausbaus hielten die Realisierung eines solchen Vorhabens für unnötig, um die erwünschten Resultate zu erreichen, der innerdeutsche Fernverkehr könne auch gut mit dem schon vorhandenen Anschluss an das ICE-Netz realisiert werden. Sinnvoller als der Ausbau sei vor allem der Anschluss des etwa 75 km (Luftlinie) entfernten Hamburger Flughafens an die Bahn und eine Anbindung von dort nach Kiel. Auch wurde in Frage gestellt, dass der Flughafen, der auf Linienverkehr beschränkt sein sollte, nach dem teuren Ausbau überlebensfähig sei. Sie fürchteten, dass ein intensiver Einstieg in den Charterflugverkehr nötig werden würde, um den Flughafen profitabel betreiben zu können. Der Protest wurde auch von der Gemeinde Altenholz mitgetragen, die nach Holtenau selbst am stärksten vom vermehrten Fluglärm betroffen gewesen wäre.
Nachdem Ende 2005 die letzte Fluglinie eingestellt worden war, wurde durch den schleswig-holsteinischen Wirtschaftsminister Dietrich Austermann am 24. Januar 2006 bekanntgegeben, dass die Pläne „endgültig zu den Akten gelegt“ worden seien.

## Gegenwart
Am Flugplatz Kiel ist der Luftsportverein Kiel e. V. ansässig, ein Verein zur Ausübung von Luftsport mit verschiedenen Flugzeugtypen, die Akademische Fliegergruppe der Christian-Albrechts-Universität zu Kiel, die Segelflug betreibt, die Charterfluggesellschaft FLM Aviation, ein Hubschrauberdienst sowie eine Flugzeugwerft. Weiterhin werden Ambulanzflüge sowie Zieldarstellungsflugverkehr für die Bundeswehr über Kiel-Holtenau abgewickelt. Daneben finden jährlich im Mai die Internationalen Flugtage statt, an denen Kunstflüge, Segelflugvorführungen und Fallschirmsprünge durchgeführt und historische Flugzeuge ausgestellt werden.

## Bürgerentscheid 2018
2017 forderte das Bündnis Wir machen Stadt einen Bürgerentscheid über den weiteren Bestand des Landeplatzes und sammelte die dafür notwendige Zahl an Unterschriften. Die Ratsversammlung der Landeshauptstadt Kiel beschloss, den Bürgerentscheid parallel zu den Kommunalwahlen Schleswig-Holstein am 6. Mai 2018 stattfinden zu lassen. Die Fragestellung lautete: „Sind Sie dafür, dass der Verkehrslandeplatz Holtenau geschlossen und stattdessen auf dem Gelände ein neuer mischgenutzter Stadtteil mit weitest möglich kommunalem und gemeinnützigem Wohnungsbau und Gewerbe entwickelt wird?“ Der Bürgerentscheid endete mit 29,7 % für Ja und 70,3 % für Nein.